# 緒川村 (愛知県)
緒川村（おがわむら）は、かつて愛知県知多郡にあった村。現在の東浦町緒川に相当する。古くは小河村や小川村とも書いた。

## 地理
知多半島の付け根部分、境川下流右岸に位置していた。村の北部に岡田川が、村の南部に明徳寺川が流れていた。境川を境界として三河国に隣接していた。

## 沿革
- 鎌倉時代から戦国時代 - 尾張国知多郡。小河村と称した。
- 文明7年（1475年） - 水野貞守が小河城を築き、その守護として乾坤院を創建。
- 江戸時代 - 緒川村と称したが小川村とも書いた。慶長6年（1601年）から短期間は緒川藩が存在した。その後は尾張藩領であり、鳴海代官所の支配下にあった。
- 1872年（明治5年） - 後に緒川学校（現在の東浦町立緒川小学校）となる郷学校が開校。
- 1886年（明治19年） - 国鉄武豊線が開通。
- 1889年（明治22年） - 町村制を施行し、知多郡緒川村が発足。
- 1900年（明治33年） - 武豊線に緒川駅が開業。
- 1901年（明治34年） - 緒川郵便局が開局。
- 1906年（明治39年）5月1日 - 緒川村、森岡村の一部、藤江村、石浜村、生路村が合併して東浦村が発足。同日緒川村廃止。

## 名所・旧跡
- 入海貝塚 - 縄文時代早期。
- 宮西貝塚 - 縄文時代晩期。
- 入海神社

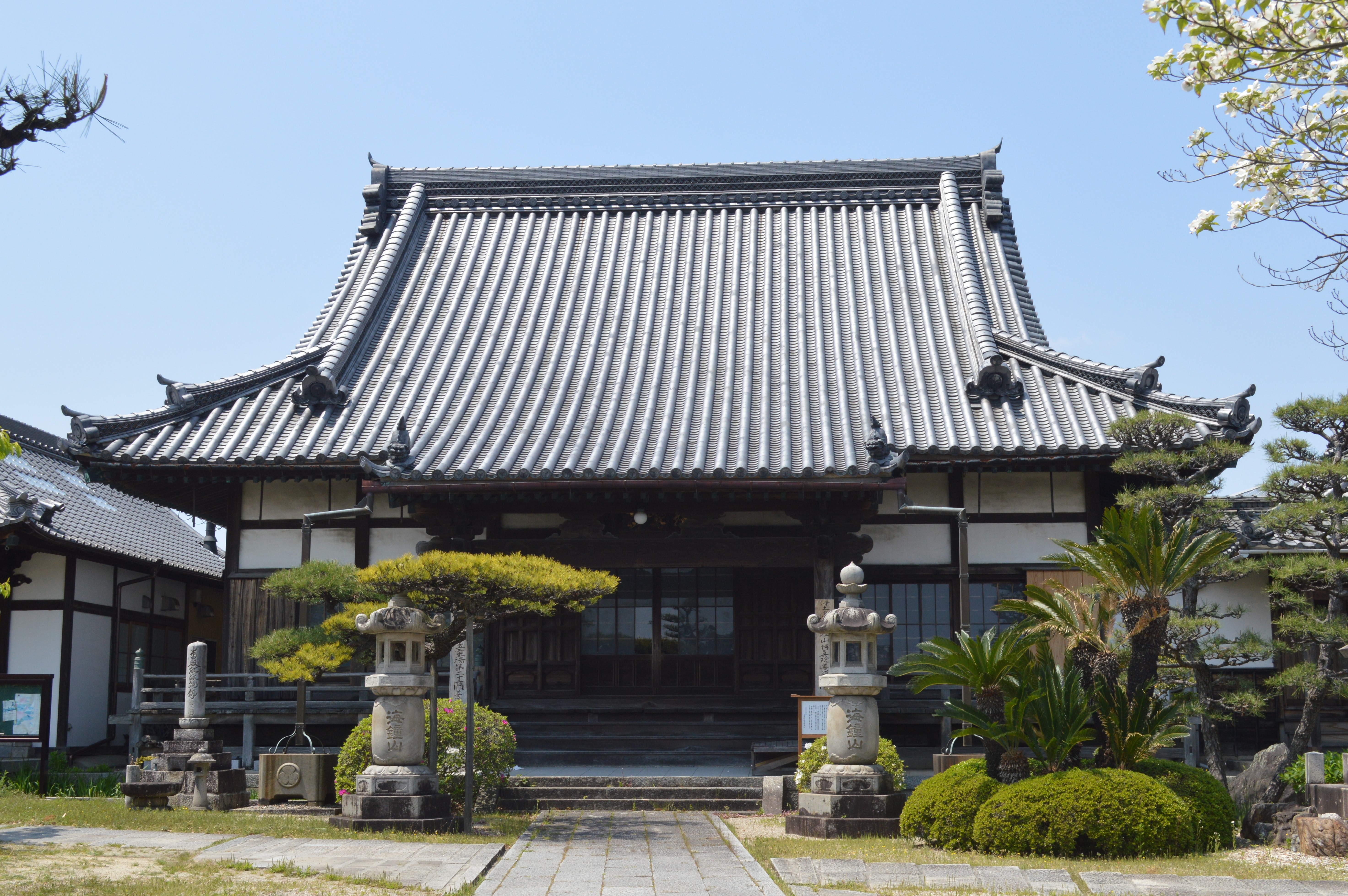
善導寺

- 八巻古窯跡群 - 阿久比谷の支谷の丘陵上。
- 緒川城址 - 文明年間（1469年から1487年）に水野貞守が築いた城。
- 善導寺 - 於大の方の位牌がある。
- 了願寺
- 師崎街道

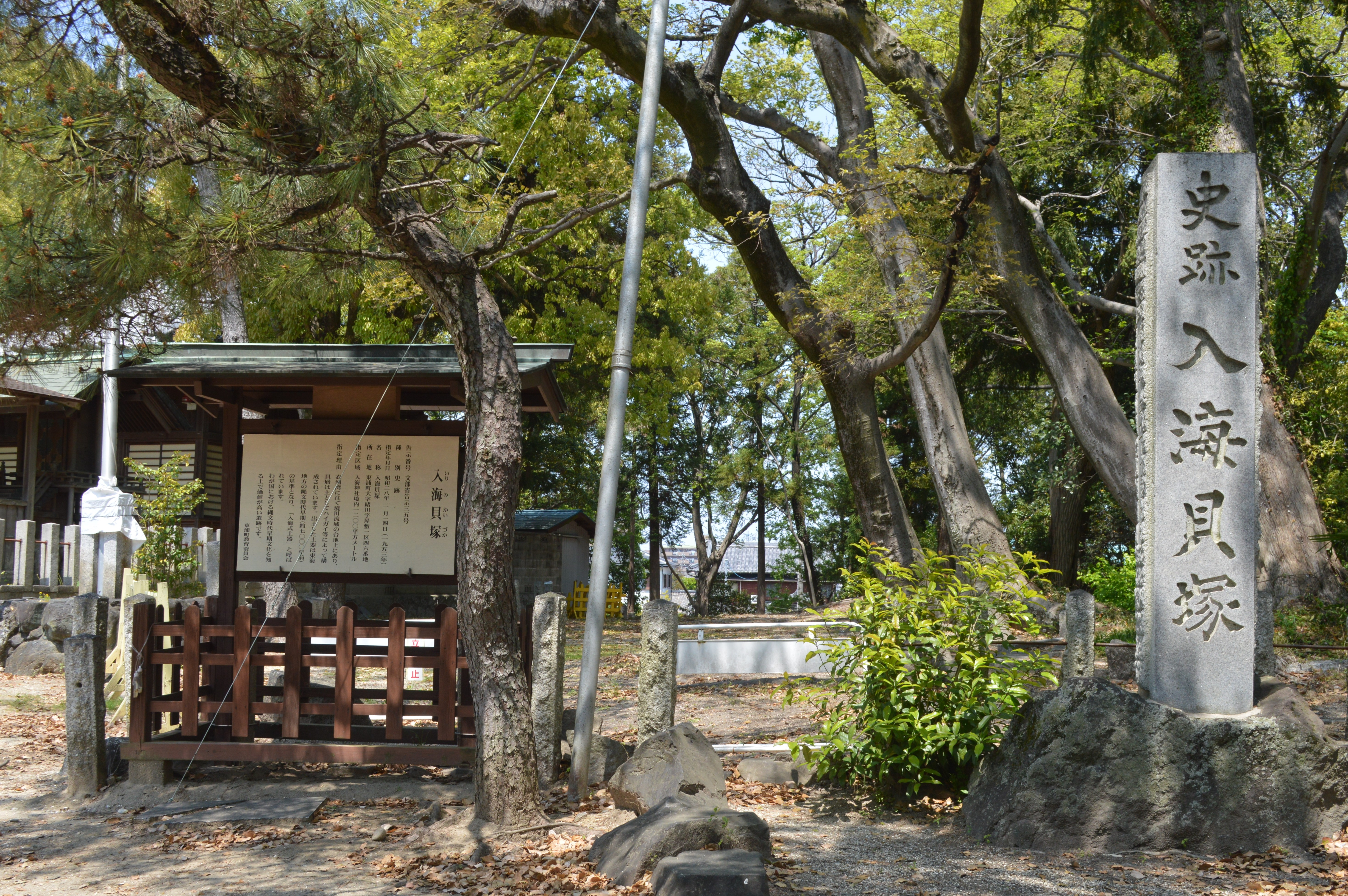
入海貝塚
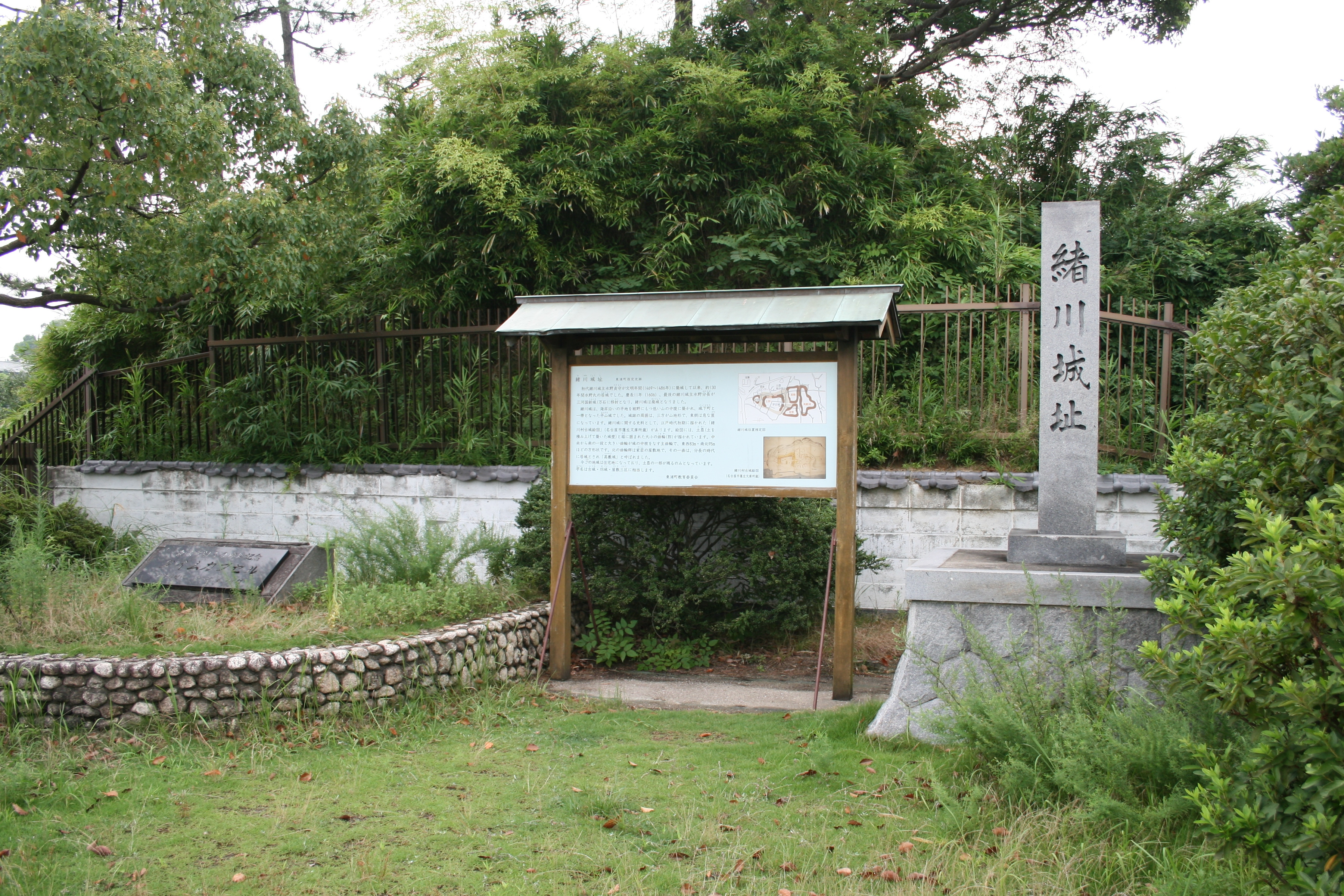
緒川城址
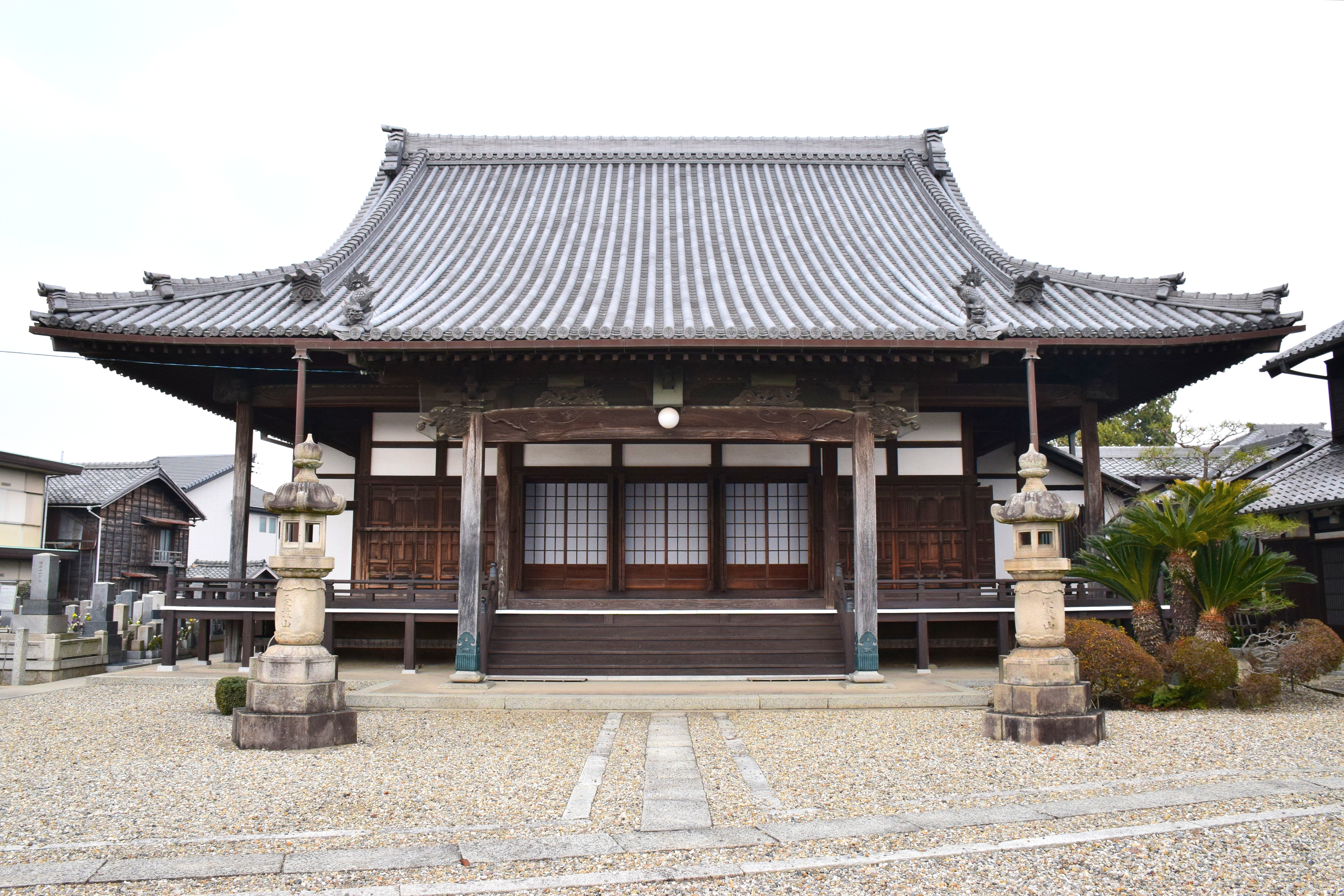
了願寺